# Kadarkúti kistérség
A Kadarkút kistérség egy kistérség volt Somogy megyében, központja Kadarkút volt. 2014-ben szűnt meg az összes többi kistérséggel együtt.

## Települései
| Bárdudvarnok       | Csököly    | Gige           | Hedrehely    | Hencse     |
| Jákó               | Kadarkút   | Kaposfő        | Kaposmérő    | Kaposújlak |
| Kaposszerdahely    | Kisasszond | Kiskorpád      | Kőkút        | Mike       |
| Nagybajom          | Pálmajor   | Patca          | Rinyakovácsi | Szenna     |
| Szilvásszentmárton | Visnye     | Zselickisfalud |              |            |

## Története
2007-ben vált ki a Kaposvári kistérségből.